# Johnston Building (Baltimore)
Johnston Building fue un edificio mayorista histórico ubicado en Baltimore, Maryland (Estados Unidos). Fue diseñado en estilo victoriano por Jackson C. Gott. Era un edificio tipo loft de cinco pisos construido en 1880. La fachada de hierro fundido reflejaba la influencia del estilo Reina Ana. Albergaba empresas mayoristas que comerciaban con tabaco, sombreros, zapatos, ropa y muebles para el hogar y la oficina, incluido Samuel Hecht, Jr. & Sons. Fue demolido en 2002. Era vecino del Rombro Building, un edificio gemelo que también fue diseñado por Gott y que a su vez funcionaba como bodega.
Se incluyó en el Registro Nacional de Lugares Históricos en 1994.

## Arquitectura
El Johnston Building era un edificio de estilo victoriano con ocho tramos. En su fachada policromada y ricamente detallada predominaban el ladrillo rojo, con molduras de piedra en los cuatro niveles superiores y hierro fundido estructural para los escaparates de la planta baja. Su diseño, recargado y ornamentado, ofrecía variaciones sutiles, como dinteles de piedra en el segundo nivel, arcos de ladrillo rebajado para el tercero, arcos de ladrillo semicirculares en el cuarto y piedra dinteles de nuevo en el quinto. Completaban la estructura un friso de ladrillo y una cornisa de metal. Las ventanas eran de guillotina.